# Mosalem Township
Die Mosalem Township ist eine von 17 Townships im Dubuque County im Osten des US-amerikanischen Bundesstaates Iowa. 

## Geografie
Die Mosalem Township liegt im Osten von Iowa am Westufer des Mississippi, der die Grenze zu Illinois bildet. Die Township liegt am südöstlichen Rand der Stadt Dubuque, dem Zentrum der Region.
Die Mosalem Township liegt auf 42°25′13″ nördlicher Breite und 90°36′23″ westlicher Länge und erstreckt sich über 85,21 km², die sich auf 79,77 km² Land- und 5,44 km² Wasserfläche verteilen.
Die Mines of Spain State Recreation Area and E. B. Lyons Nature Center befindet sich im Norden der Mosalem Township. Dort befindet sich die Grabstätte des für die Stadt und das County namensgebenden französischen Entdeckers Julien Dubuque.
Die Mosalem Township grenzt innerhalb des Dubuque County im Südwesten an die Washington Township, im Westen an die Table Mound Township und im Nordwesten an die Stadt Dubuque. Der Nordosten der Township wird von Mississipp und damit der Grenze zu Illinois gebildet. Im Süden grenzt die Mosalem Township an das Jackson County.

## Verkehr
Durch die Mosalem Township verläuft der entlang des Mississippi führende und den Iowa-Abschnitt der Great River Road bildende U.S. Highway 52.
Parallel dazu verläuft die entlang des gesamten Mississippi führende Bahnlinie der Canadian Pacific Railway.
Der nächstgelegene Flugplatz ist der rund 3 km westlich der Mosalem Township gelegene Dubuque Regional Airport.

## Bevölkerung
Bei der Volkszählung im Jahr 2010 hatte die Township 1800 Einwohner.
In der Mosalem Township gibt es keine selbstverwaltete Gemeinden. Die Bevölkerung lebt in einzeln stehenden Gebäuden sowie zwei
Unincorporated Communities:
- Massey
- Shawondasse